# Paul Demiéville
Paul Demiéville (Losanna, 13 settembre 1894 – Parigi, 23 marzo 1979) è stato un sinologo e orientalista svizzero con cittadinanza francese, noto per i suoi studi sui manoscritti di Dunhuang e sul buddismo, per le sue traduzioni di poesia cinese e per i suoi 30 anni come co-editore di T'oung Pao.
Demiéville è stato uno dei più importanti sinologi della prima metà del XX secolo. La sua influenza sugli studi cinesi in Francia fu particolarmente profonda, in quanto fu l'unico grande sinologo francese a sopravvivere alla seconda guerra mondiale. È stato anche uno dei primi sinologi a imparare il giapponese per aumentare lo studio della Cina: prima dell'inizio del XX secolo, la maggior parte degli studiosi della Cina aveva infatti imparato il manciù come seconda lingua accademica.

## Biografia
Paul Demiéville nacque il 13 settembre 1894 a Losanna, figlio del medico Paul Demiéville Senior, professore al policlinico medico e chirurgico della Facoltà di Medicina di Losanna (1892-1927) e membro del Consiglio della sanità e degli ospizi. Lo status e il reddito di suo padre gli permisero di ricevere un'educazione internazionale e multiculturale ben superiore alla maggior parte dei suoi contemporanei. Di madrelingua francese, imparò l'italiano da ragazzo durante le vacanze estive della sua famiglia in Italia, poi perfezionò il suo tedesco da studente a Berna, dove conseguì il diploma di maturità nel 1911.
Dopo aver completato la scuola secondaria, Demiéville trascorse un periodo di studi a Monaco di Baviera, Londra ed Edimburgo, dove frequentò le lezioni di George Saintsbury all'Università di Edimburgo. Frequentò poi l'Università di Parigi, dove scrisse un saggio sulla suite musicale del XVII e XVIII secolo e ottenne la licenza nel 1914. Demiéville trascorse poi il 1915 studiando al King's College di Londra, dove fu introdotto al cinese, che divenne rapidamente il suo obiettivo. Dopo essere tornato in Francia, studiò all'École des Langues Orientales Vivantes (Scuola di lingue orientali viventi), dopodiché si trasferì al Collège de France, dove studiò ulteriormente il cinese sotto la guida di Édouard Chavannes e iniziò a imparare il sanscrito da Sylvain Lévi. Ottenne il Diplômé dall'École des Langues Orientales Vivantes nel 1919.

## Carriera
Dopo aver completato il suo Diplômé nel 1919, Demiéville fu nominato residente dell'École française d'Extrême-Orient ad Hanoi, dove visse dal 1920 al 1924. Nel 1924 si trasferì nel sud-est della Cina, dove insegnò sanscrito e filosofia all'Università di Amoy (l'odierna Università di Xiamen). Nel 1926 Demiéville si trasferì a Tokyo, in Giappone, dove divenne direttore della Maison Franco-Japonaise e fu anche redattore capo dello storico Hôbôgirin(法寶義林): Dictionnaire Encyclopédique du Bouddhisme, pubblicato per la prima volta nel 1929.
Demiéville tornò in Francia nel 1930 e l'anno successivo diventò con decreto cittadino francese quando fu nominato professore di cinese all'École des Langues Orientales, dove rimase durante la seconda guerra mondiale. Nel 1945 divenne direttore della 4ª Sezione dell'École Pratique des Haute Études e vi insegnò filosofia buddista fino al 1956.
Nel 1946, Demiéville fu scelto per sostituire Henri Maspero (morto nel 1945 nel campo di concentramento di Buchenwald) come titolare della cattedra di lingua e letteratura cinese al Collège de France mantenendo l'incarico fino al suo pensionamento nel 1964. Nel 1951, Demiéville entrò all'Académie des Inscriptions et Belles-Lettres.
Dal 1945 al 1975, Demiéville fu co-editore francese dell'importante rivista di sinologia T'oung Pao, tradizionalmente co-edita da un sinologo francese e un altro dai Paesi Bassi. La morte durante la seconda guerra mondiale dei tre grandi sinologi Paul Pelliot (1878-1945), Henri Maspéro (1883-1945) e Marcel Granet (1884-1940) lo rese l'unico maestro di studi sinologici in Francia durante il dopoguerra. La sua influenza si estese non solo alla Cina e al Giappone, dove aveva mantenuto legami con studiosi cinesi e giapponesi durante i suoi soggiorni in questi paesi, ma anche, a vario titolo, al Belgio, all'Italia e agli Stati Uniti. La sua opera, che comprende circa 180 libri e articoli, senza contare le recensioni e le note bibliografiche, è stata raccolta per la maggior parte nei Choix d'études sinologiques e nei Choix d'études bouddhiques.
Paul Demiéville, che era sposato con Hélène, figlia del chirurgo César Roux, morì a Parigi il 23 marzo 1979, all'età di 84 anni.

## Opere
- Les versions chinoises du Milindapañha. Bulletin de l’École française d’Extrême-Orient 1924.
- Un traité d’architecture chinoise: Le Ying-tsao-fa-che de Li Ming-tchong des Song. 1925.
- L'état actuel des études bouddhiques, Lausanne, Tiré à part de la Revue de théologie et de philosophie. 1926.
- Notes d’archéologie chinoise: I. L’inscription de Yunkang; II. Le Buddha de K’o-chan; III. Les tombeaux des Song méridionaux. idib 1929.
- Sur l’authenticité de Ta-tch’eng-k’i-sin-louen. Bulletin de la Maison franco-japonaise. 1932.
- L’origine des sectes bouddhiques d’après Paramârtha. Mélanges chinois et bouddhiques, I. 1935.
- The Twin Pagodas of Zayton. A Study of later Buddhist Sculpture in China, con G.Ecke, 1935.[6]
- Le concile de Lhassa. Une controverse sur le quiétisme entre bouddhistes de l'Inde et de la Chine au VIIIe siècle de l'ère chrétienne. Parigi, PUF. 1952 (p.43), ried. 1987, 2006.[7]
- Matériaux pour l’enseignement élémentaire du chinois: écriture, transcription, langue parlée nationale. Parigi, p.175, 1953.
- Anthologie de la poésie chinoise classique, Parigi, Gallimard, 1962 (sottom la direzione di Paul Demiéville). Pubblicato sotto gli auspici dell'UNESCO dans le cadre de la Collection UNESCO d'œuvres représentatives.
- Le bouddhisme chinois, in Henri Charles Puech, Histoire des religion, Parigi, Gallimard, Pléiade, ried, Folio 1999.
- Entretiens de Lin-tsi (traduzione), Parigi, Fayard, 1972.
- Choix d'études sinologiques, Leyde, E. J. Brill, 1973[8]
- Les débuts de la littérature en chinois vulgaire. Parigi, Académie des Inscriptions et des Belles Lettre 1952.
- Langue et littérature chinoise, Enigmes taoïstes,  Kyoto 1954, La situazione religiosa in Cina ai tempi di Marco Polo.[9]
- Choix d'études bouddhiques, Leyde, E. J. Brill, 1973.
- Le concile de Lhasa, Institut des hautes études chinoises, 1987.
- (insieme a Jean Filliozat, Louis Renou, Olivier Lacombe, Pierre Meile), L’Inde classique: manuel des études indiennes, Tome II, prima edizione: Imprimerie nationale; riedizione: EFEO Diffusion (École française d'Extrême-Orient), Collection: Réimpressions, 1953 e 2013, p.764 ISBN 9782855399034

### Recensioni critiche delle sue opere
- Lévy Roger, "Paul Demiéville. Il Concilio di Lhasa", Politique étrangère, vol. 19, n. 1, 1954, p. 95-96
- André Bareau, "P. Demiéville. Entretiens de Lin-tsi", Revue de l'histoire des religions, vol. 185, n. 185-2, 1974, p. 231-232
- Lévy Roger, "Paul Demiéville. Choix d'études sinologiques (1921-1970)", Politique étrangère, vol. 40, n. 1, 1975, p. 99-101